# Antonio Picagli
Antonio Picagli ou simplesmente Picagli (São Paulo, 21 de abril de 1893 — São Paulo, 12 de outubro de 1978), foi um futebolista brasileiro que atuou como meio-campista.

## Carreira
Iniciou sua carreira futebolística em 1906 no extinto Pernambuco F.C., onde permaneceu até o ano de 1909. Em 1910, foi defender as cores do extinto Associação Atlética Lapa (A. A. Lapa). Após saída do A. A. Lapa, jogou no recém criado Ruggerone, clube formado majoritariamente por imigrantes italianos e descendentes de italianos. Em 1913, jogou pelo Germania e em 1914 foi jogar no Internacional-SP. Em 1915, retorna ao Ruggenore e fica até 1916. O Ruggerone estava disputando a terceira divisão e acumulando fracassos. Em 1917, mudou para outro clube com formação de imigrantes italianos, o Palestra Itália (atual Palmeiras). No Palestra Itália jogou de 1917 a 1922, onde se aposentou e foi campeão paulista de 1920. Pela Seleção Brasileira participou do Campeonato Sul-Americano de Futebol de 1917, onde o Brasil terminou em terceiro. Picagli jogou em apenas uma partida - contra o Uruguai. Foi convocado também para a Seleção Brasileira que disputou e conquistou a Campeonato Sul-Americano de Futebol de 1919. Pelo sul-americano de 1919, o atleta não atuou em nenhuma partida.[carece de fontes?]

## Morte
Morreu em 12 de outubro de 1978 de causa desconhecida.[carece de fontes?]

## Títulos
Palestra Itália
- Campeonato Paulista: 1920

Seleção Brasileira
- Campeonato Sul-Americano de Futebol: 1919[carece de fontes?]